# Луїз (Міссісіпі)
Луїз (англ. Louise) — місто (англ. town) в США, в окрузі Гамфріс штату Міссісіпі. Населення — 178 осіб (2020).

## Географія
Луїз розташований за координатами 32°58′53″ пн. ш. 90°35′26″ зх. д. / 32.98139° пн. ш. 90.59056° зх. д. (32.981425, -90.590427).  За даними Бюро перепису населення США в 2010 році місто мало площу 0,46 км², уся площа — суходіл.

## Демографія
Згідно з переписом 2010 року, у місті мешкало 199 осіб у 83 домогосподарствах у складі 57 родин. Густота населення становила 435 осіб/км².  Було 95 помешкань (208/км²).
Расовий склад населення:
| - 56,8 % — білих - 42,7 % — чорних або афроамериканців |

До двох чи більше рас належало 0,5 %. Частка іспаномовних становила 0,5 % від усіх жителів.
За віковим діапазоном населення розподілялося таким чином: 18,1 % — особи молодші 18 років, 58,8 % — особи у віці 18—64 років, 23,1 % — особи у віці 65 років та старші. Медіана віку мешканця становила 48,3 року. На 100 осіб жіночої статі у місті припадало 87,7 чоловіків;  на 100 жінок у віці від 18 років та старших — 87,4 чоловіків також старших 18 років.
За межею бідності перебувало 34,7 % осіб, у тому числі 100,0 % дітей у віці до 18 років та 36,4 % осіб у віці 65 років та старших.
Цивільне працевлаштоване населення становило 40 осіб. Основні галузі зайнятості: роздрібна торгівля — 35,0 %, виробництво — 17,5 %, будівництво — 10,0 %, сільське господарство, лісництво, риболовля — 10,0 %.